# 21862 Джошуаджонс
21862 Джошуаджонс (21862 Joshuajones) — астероїд головного поясу, відкритий 12 жовтня 1999 року.
Тіссеранів параметр щодо Юпітера — 3,212.